# Ковшаров, Анатолий Иванович

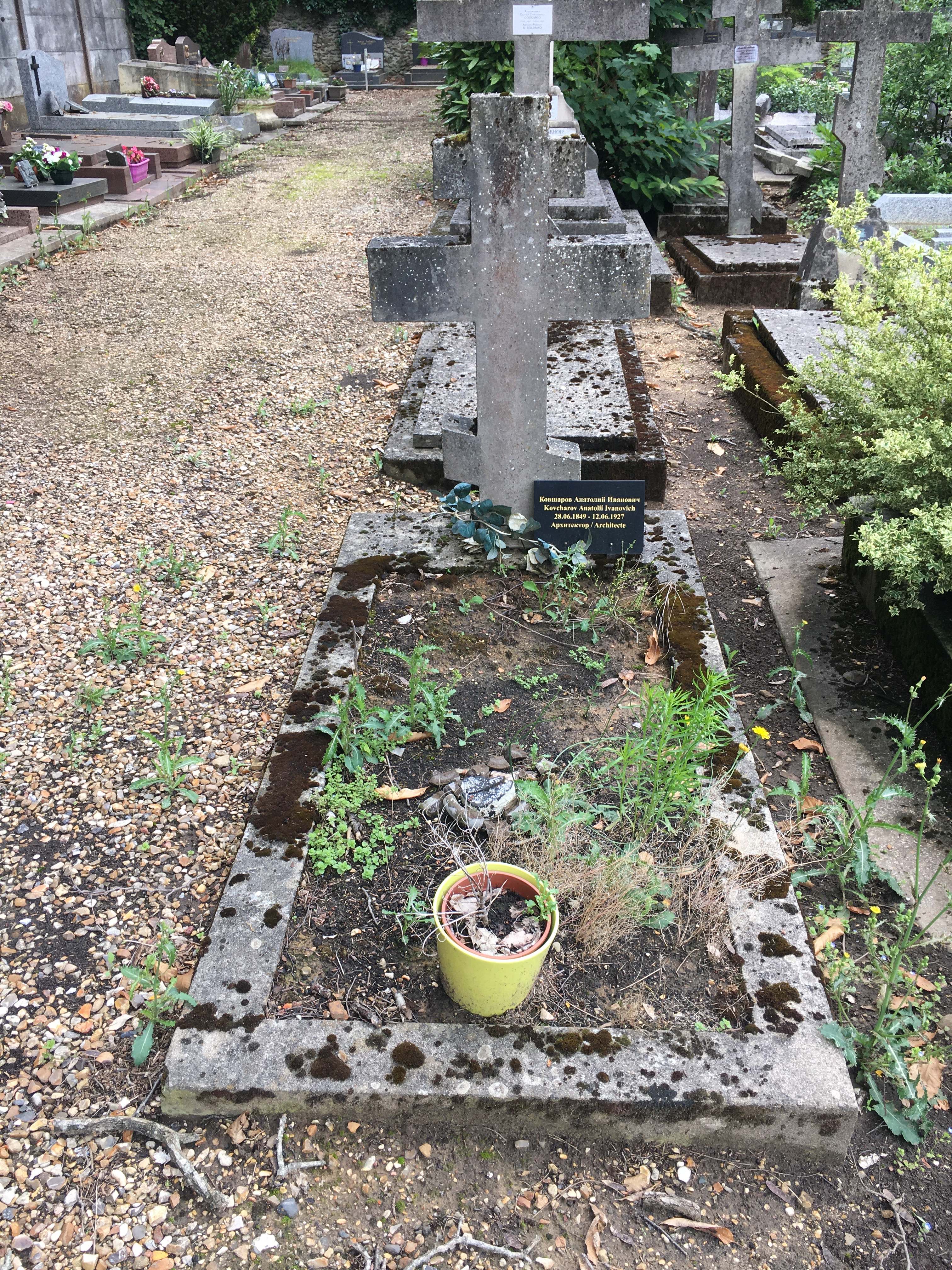
Могила Ковшарова в Сент-Женевьев-де-Буа

Анатолий Иванович Ковшаров (1848—1927) — русский архитектор.

## Биография
Родился 28 июня 1849 года в Одессе.
С 1875 года был вольнослушателем Академии художеств, с 1878 года — ученик. Получил вторую (1877) и первую (1879) серебряные медали. По окончании академии в 1880 году получил звание классного художника 3-й степени.
В 1881—1885 годах работал в Санкт-Петербургского городской управе. С 1885 года был архитектором Санкт-Петербургского городского кредитного общества.
2 ноября 1883 года получил звание классного художника 2-й степени, а 31 октября 1888 года — классного художника 1-й степени за «проект вокзала близ города».
С 1889 года — гласный Городской думы.
Эмигрировал во Францию, умер 12 июня 1927 года в Русском доме в Сент-Женевьев-де-Буа; был первым похоронен на ставшем знаменитом русском кладбище.

## Проекты
- Временная церковь Космы и Дамиана на Выборгской стороне.
- Средний проспект, д.№ 40 — особняк П. В. Соколова. Перестройка. 1880—1882.
- Переулок Макаренко, д.№ 12/набережная Крюкова канала, д.№ 29 — комплекс зданий Усачевских торговых бань А. Я. Шагина. 1882—1883. (Расширен).
- Кожевенная линия, д.№ 27, правая часть — особняк Брусницыных. Перестройка и расширение 1884—1886.
- Кожевенная линия, д.№ 30, левая часть — корпуса кожевенной фабрики Брусницыных. Перестройка и расширение 1884—1889.
- Кожевенная линия, д.№ 25 ? — жилой дом для рабочих кожевенной фабрики Брусницыных. (Включен в существующее здание). 1880-е.
- Улица Декабристов, д.№ 50 — доходный дом. 1890.
- Манежный переулок, д.№ 13 — доходный дом. Надстройка. 1892.
- Каменноостровский проспект, д.№ 60 — особняк Э. Г. Игеля. 1894.
- 6-я Красноармейская улица, д.№ 7, правая часть — производственное здание фабрики роялей «Ф. Мюльбах». 1897. (Надстроено).
- Адмиралтейская набережная, д.№ 4 — здание Панаевского театра. Оформление фасада. 1897. (Не сохранилось).
- Улица Лабутина, д.№ 19 — доходный дом. 1898.
- Каменноостровский проспект, д.№ 18/улица Мира, д.№ 11 (Австрийская площадь)— доходный дом. 1899—1901.
- Лесной проспект, д.№ 60 — доходный(?) дом. 1900. (Надстроен).
- Набережная Малой Невки, д.№ 4 — особняк Е. П. Леоновой, 1902.
- Лесной проспект, д.№ 62/Кантемировская улица, д.№ 21 — доходный дом. 1902.
- Плуталова улица, д.№ 23 — особняк С. М. Соловьева, 1904.
- Улица Радищева, д.№ 29/Басков переулок, д.№ 41 — доходный дом. 1906.
- Английский проспект, д.№ 24 — доходный дом. Перестройка. 1911.
- Колпинская улица, д.№ 12 — доходный дом. 1912.
- Малый проспект Петроградской стороны, д.№ 39/Ижорская улица, д.№ 13 — доходный дом. 1912—1913.
- Большая Монетная улица, д.№ 3 — доходный дом И. Н. Бороздкина. 1912—1913.
- Басков переулок, д.№ 29 — доходный дом. Перестройка. 1913—1914.